# Montalieu-Vercieu
Montalieu-Vercieu är en kommun i departementet Isère i regionen Auvergne-Rhône-Alpes i sydöstra Frankrike. Kommunen ligger i kantonen Morestel som tillhör arrondissementet La Tour-du-Pin. År 2022 hade Montalieu-Vercieu 3 508 invånare.

## Befolkningsutveckling
Antalet invånare i kommunen Montalieu-Vercieu
Referens:INSEE